# Gare d’Avignon-Centre
Gare d’Avignon-Centre vasútállomás Franciaországban, Avignon településen.

## Vasútvonalak
Az állomást az alábbi vasútvonalak érintik:
- Párizs–Marseille-vasútvonal
- d’Avignon–Miramas-vasútvonal

## Kapcsolódó állomások
A vasútállomáshoz az alábbi állomások vannak a legközelebb:
- Gare de Sorgues - Châteauneuf-du-Pape
- Gare d’Arles
- Gare de Tarascon
- Gare de Montfavet
- Gare d’Avignon TGV
- Gare d’Orange
- Bagnols-sur-Cèze station